# Kramer Electronics
Kramer Electronics — компания с 40-летней историей, основной деятельностью которой является разработка, производство и продажа профессионального оборудования по передаче и обработке аудио и видео сигналов в цифровом и аналоговом форматах.

## Расположение
Штаб-квартира компании находится в Иерусалиме, Израиль, а офисы и представительства открыты по всему миру: США, Канада, Мексика, Бразилия, Аргентина, Великобритания, Бельгия, Франция, Испания, Германия, Италия, Швеция, Голландия, Россия, Украина, Индия, Китай, Сингапур, Япония, Корея и Австралия.

## История
2015 — Выпущена серия продукции аудио усиления и трансляции. Выход на рынок профессиональных аудио решений.
2008 — На рынок представлена интегрированная система для мультимедийных классов и конференц-залов SummitView.
2004 — 2007 — Открыты офисы и склады в Мексике, Аргентине, Бразилии, Италии, Швеции, Южной Корее, Германии, Польше, Индии, Канаде.
2006 — Гарантия на всю вновь производимую продукцию фирмы расширена до 7 лет.
2003 — Куплена фирма Sierra Video Systems, производитель аудио/видео устройств. Открыты офисы и склады во Франции, Австралии и Сингапуре.
2002 — Начало производства настенных панелей. Разработаны и представлены цифровые масштабаторы/коммутаторы серии ProScale.
2001 — Расширение модельного ряда за счет масштабаторов (скалеров), преобразователей сигналов, презентационных матричных коммутаторов.
2000 — Открыто представительство в Великобритании. Прибор VP-800 получает награду на выставке NAB в Лас-Вегасе.
1999 — Вывод на рынок VP-800 — генератора цветных полос сигналов VGA/XGA.
1998 — Запатентована серия приборов «Kramer Tools». Запатентован «Video Tester», ручной тестер видеосигнала.
1997 — Произведён VGA усилитель-распределитель с самым большим на тот момент разрешением сигнала. Открыты представительства в США.
1996 — Впервые разработана широкополосная серия приборов для передачи сигнала по кабелю из витой пары.
1992 — «Вещательная» серия приборов установлена в пяти ведущих телестудиях Европы.
1990 — Применение новой технологии в серии «вещательных» продуктах Kramer.
1989 — Внедрена линия приборов серии «VP» — первых компьютерных преобразователей и распределителей
1988 — Продемонстрирован первый PAL s-Video (YC) процессор и усилитель-распределитель.
1986 — Освещение новых разработок в 14 ведущих Европейских профессиональных видео журналах.
1984 — Продемонстрирован первый комбинированный видео/аудио процессор.
1983 — Получение патента на технологию автоматического шумоподавителя в видео, цветного видеопроцессора со сплиттером экрана, симметричной схемы усиления/ограничения видео.
1982 — Открытие Европейского представительства и демонстрация первого видеопроцессора стандарта PAL с контролем цвета и качества изображения.
1981 — Компания основана Джозефом Крамером (Joseph Kramer).

## Современное состояние
Kramer Electronics является производителем именно профессионального оборудования для обработки мультимедийных сигналов. Компания использует современные технологии такие, как HDBaseT 2.0, HDMI 2.0, в планах переход на систему кодирования HDCP 2.2. По состоянию на 2016 год Kramer Electronics выпускает более 1500 наименований продукции: коммутаторы и распределители сигналов, преобразователи, передатчики и т. п.